# Keikogi
El keikogi és el vestit que s'utilitza en moltes arts marcials japoneses (aikido, judo, karate, jujutsu…).
Està compost per uns calçons, que s'ajusten a la cintura amb una veta, i una jaqueta sense botons, que s'ajusta a la cintura amb un cinturó anomenat obi.
Normalment sol ser de cotó i de color crema (si no ha estat blanquejat artificialment), o blanc (si ha estat blanquejat). En les arts marcials que utilitzen armes (kendo, iaido, jodo, ect) sol ser de color blau fosc, i en el judo, els competidors en fan servir un de blanc i un de blau perquè l'àrbitre els pugui identificar. En karate, és blanc i se'l coneix amb el nom de karategi.
Algunes arts marcials (aikido, kendo, iaido, kyudo, jodo, bojutsu) també fan servir la hakama.
A occident és també anomenat erròniament com a kimono.